# Las fuentes del yo: la construcción de la identidad moderna
Las fuentes del yo: la construcción de la identidad moderna  es una obra de filosofía de Charles Taylor, publicada en 1989 por Harvard University Press. Es un intento de articular y escribir una historia de la "identidad moderna".

## Resumen
El libro "es un intento de articular y escribir una historia de la identidad moderna ... lo que es ser una persona: los sentidos de la interioridad, libertad, individualidad y estar inmersa en la naturaleza que se encuentran en el Occidente moderno ".

## Parte I: La identidad y el bien
Antes de considerar las fuentes de la identidad moderna, Taylor ilumina los marcos morales ineludibles y, sin embargo, a menudo no articulados o invisibles, dentro de los cuales existen los valores morales contemporáneos. Taylor articula estos marcos morales en términos de tres ejes: 
1. El primer eje se refiere a las creencias sobre el valor de la vida humana, cómo se debe tratar a las personas, el respeto que le damos a la vida humana y las obligaciones morales que estas creencias nos exigen.
2. El segundo eje moral se refiere a las creencias sobre el tipo de vida que vale la pena vivir, creencias que impregnan nuestras elecciones y acciones en nuestro día a día.
3. El tercer eje se refiere a la dignidad que nos otorgamos a nosotros mismos y a los demás en función de cómo entendemos nuestro papel y quizás nuestra utilidad en la sociedad.

Taylor ilumina y enfatiza el marco moral de nuestros valores porque siente que es invisible para muchos en la sociedad contemporánea. Aquellos, por ejemplo, que se adscriben explícita o irreflexivamente a una perspectiva moral utilitaria, calculan racionalmente el mayor bien para el mayor número. Muchos seguidores de Immanuel Kant también dependen de una fórmula racional para la acción moral. En términos kantianos, esto se calcula en términos de razonamiento hacia máximas morales que serían universalmente aceptables. Los utilitaristas y kantianos, sin embargo, se olvidan de investigar por qué los bienes particulares constituyen el mayor bien. ¿Por qué, pregunta Taylor, el mayor bien se articularía en términos de benevolencia en oposición al hedonismo? ¿Cuáles son los motivos que llevan a una sociedad, y a los individuos dentro de esa sociedad, a calcular racionalmente una fórmula benévola para la existencia mutua? Para los utilitaristas y también los seguidores de Kant, proporcionar una respuesta a estas preguntas en términos de cómo calculamos el resultado de nuestros actos y (para los kantianos) los motivos detrás de nuestras acciones. Taylor describe tales marcos morales como procedimentales; un marco que enfatiza el proceso mediante el cual llegamos a actuar y no articula las distinciones cualitativas sustantivas acerca de lo que constituye un bien moral y cómo los diferentes bienes pueden tener diferente valor.
Taylor sostiene que las distinciones cualitativas sobre la constitución y el valor de los bienes morales son intrínsecas a la existencia humana. Posiciona su tesis en contraste con la comprensión naturalista de la vida humana, y primero considera un naturalismo reductivo que sostiene que toda la actividad humana, y por lo tanto, todos los valores humanos, pueden reducirse a leyes de la naturaleza, leyes de la naturaleza que excluyen las distinciones cualitativas entre los valores morales. En respuesta al naturalismo reductivo, Taylor primero señala el argumento ad hominem de que aquellos que abrazan alguna forma de naturalismo reductivo, sin embargo, hacen, y no pueden evitar hacer, distinciones cualitativas en cuanto a los bienes con los que viven sus vidas. Al mismo tiempo, Taylor reconoce que los marcos morales de las generaciones pasadas, marcos como los que entendían al hombre como criatura de Dios, se han fracturado y que han surgido innumerables otros marcos morales. El naturalista reductivo puede objetar que estos marcos son simplemente interpretaciones o reinterpretaciones de la comprensión contemporánea del mundo natural y el lugar del hombre en él. Además, todos estos marcos morales no son más que modos de interpretación pasajeros que no tienen una verdadera relación con la existencia del hombre.
Taylor responde a esta objeción discutiendo la identidad. No es simplemente un argumento ad hominem que el naturalista reductivo no puede evitar hacer distinciones cualitativas entre los bienes morales. Más bien, las distinciones cualitativas que hace el naturalista reductivo, o cualquier otra persona, son constitutivas de la identidad de esa persona; una identidad que involucra la comprensión que uno tiene de sí mismo como persona dentro de una familia, religión, profesión, nación, etc. Taylor sostiene que las distinciones cualitativas que hacemos son intrínsecas a la forma en que conducimos nuestras vidas, constituyen una orientación hacia el mundo. Para proporcionar la mejor descripción de la vida humana, se debe tener en cuenta la identidad que nos orienta a cada uno de nosotros hacia tipos particulares de actividad y comprensión social. Tal orientación es irreductible a cualquier conjunto de leyes de la naturaleza que no tenga en cuenta las distinciones cualitativas en los bienes morales a los que se adhiere un individuo particular o una comunidad cultural particular; distinciones que en diferentes comunidades culturales en diferentes momentos colocan diferentes valores sobre diferentes intuiciones sociales.
Taylor reconoce otra forma de naturalismo más sofisticada a la que se refirió como naturalismo proyeccionista. El proyeccionista reconoce la irreductibilidad de la identidad humana a las leyes de la naturaleza. Las personas se orientan hacia el mundo dentro de marcos morales que guían su acción. Sin embargo, argumentará el proyeccionista, tales orientaciones son un matiz subjetivo sobre un universo de valores neutrales. El reclamo proyeccionista a menudo se destaca en la cúspide de dos culturas donde un reclamo moral, por ejemplo, poner a una mujer en purdah para proteger la modestia entra en conflicto con otro, como el derecho de la mujer a la autodeterminación. En tal caso, un eje moral (la dignidad de las personas) puede entenderse en marcos muy diferentes. Y sin embargo, argumentará el proyeccionista, no hay resolución del conflicto, porque no existen criterios universales para resolver las creencias subjetivas de las diferentes comunidades culturales. No existen criterios universales porque las distinciones cualitativas de bienes no pueden medirse con un universo de valor neutral. Taylor cree que la tesis proyeccionista es más coherente que la tesis reduccionista. Sin embargo, siguió al filósofo Ludwig Wittgenstein al señalar que los humanos ocupamos una forma de vida. Dentro de una forma de vida hay propiedades proyectables que son intrínsecas a esa forma de vida. Así como colores como "rojo" o formas como "cuadrado" seleccionan propiedades del mundo al que reaccionamos y con el que nos relacionamos, los términos de virtud como "coraje" o "generosidad" seleccionan propiedades esenciales de nuestra forma de vida. Nuestra mejor explicación de la forma de vida humana debe determinar las propiedades y entidades que son "reales, objetivas o parte del mobiliario de las cosas". Por supuesto, entender los valores morales como intrínsecos a la forma humana de vida no otorga una valoración singular y correcta a una comunidad cultural particular ni atribuye un marco moral particular con estatus de verdad universal. Sin embargo, en un universo donde existen los humanos, existe una forma de vida humana. Nuestros marcos morales existen, no importa cuán fugaz o diversos sean. 
El mejor relato de la vida humana, sostiene Taylor, debe dar cuenta de las fuentes morales que orientan nuestras vidas. Tal explicación debería explicar las evaluaciones sólidas que hacemos sobre modos de vida particulares y tratar de identificar el bien constitutivo sobre el cual se hacen evaluaciones tan sólidas sobre las distinciones cualitativas en el valor moral. Por bien constitutivo, Taylor se refiere a un bien "cuyo amor nos da poder para hacer y ser buenos". El bien constitutivo, ya sea una creencia en la razón sobre el deseo, la benevolencia inherente del mundo natural o la naturaleza intuitivamente benigna del sentimiento humano: nos orienta hacia las evaluaciones que hacemos y los bienes a los que aspiramos.
Habiendo establecido que las fuentes morales y los marcos morales dentro de los cuales se entienden son fundamentales para una explicación de la existencia humana, Taylor se centra en una investigación de las identidades modernas en la civilización occidental y las fuentes morales a partir de las cuales se constituyen estas identidades. Taylor enfatiza que su investigación no es una investigación histórica. Tal investigación demandaría una amplitud de alcance que involucre cambios sociales, económicos, políticos, estructurales y filosóficos (por nombrar solo algunos aspectos) que no serían posibles dentro de su obra. Además, señaló, tal investigación histórica podría presuponer una forma idealista de historia en la que la historia está moldeada por las ideas e ideologías en evolución de diferentes épocas. Más bien, Taylor pregunta cuáles fueron las condiciones en las que surgieron las fuentes de la identidad moderna. Estas condiciones involucraron las prácticas cambiantes culturales, económicas, políticas, religiosas, sociales y científicas de la sociedad. Taylor se centra en las obras de filósofos y artistas para identificar las fuentes morales, no porque crearon o determinaron las fuentes morales de una época determinada (aunque muchos artistas y filósofos pueden haber tenido alguna influencia), sino porque fueron más capaces de articular supuestos, creencias y teorías que constituían las fuentes morales de un tiempo y lugar determinados. 

## Parte II: La Interioridad
En tiempos homéricos, un bien constitutivo central era la ética del guerrero. Un hombre evaluaba los bienes disponibles para él en términos de la gloria que le traerían en la batalla y las hazañas heroicas que podría contar. En la Grecia clásica, Taylor observa un cambio hacia una versión moderada de la ética guerrera. Platón comprendió un orden cósmico vagamente comprensible, pero inmutable, dentro del cual existía el hombre. La razón, o logos, era una visión del orden cósmico significativo y esta visión era el bien constitutivo que era la fuente de las evaluaciones morales. El alma humana, que en tiempos homéricos había sido vista como la fuerza vital temporal de un individuo, se convirtió en un alma tripartita inmortal constituida por espíritu, deseo y razón. El espíritu, que, según Taylor, encapsulaba la ética del guerrero, estaba subordinado a la razón. Y la razón se entendió, no como cálculo interno o cognición, sino como una visión del orden cósmico. Aristóteles se diferenciaba de Platón en que no veía todo el orden como inmutable y cósmico. Según Aristóteles, el orden dentro del cual las personas interactuaban y conducían sus vidas como seres sociales no podía entenderse simplemente dentro de un orden cósmico inmutable. Más bien eran personas comprometidas con la sociedad mediante el uso de una sabiduría práctica que discernía los bienes por los que un individuo debería esforzarse. El bien constitutivo de Aristóteles, el bien que sustentaba todos los bienes de la vida, era la felicidad floreciente (eudaimonia) tanto del individuo como de la sociedad. A pesar de las diferencias entre Platón y Aristóteles, ambos filósofos vieron la sabiduría y el razonamiento como una visión de un orden significativo, ya sea cósmicamente o socialmente constituido.
Taylor sostiene que una influencia importante en la identidad moderna, una influencia que finalmente eclipsó la visión griega de la razón, fue la del obispo y filósofo del siglo IV Agustín de Hipona. Agustín se había encontrado con la filosofía de Platón y estaba profundamente influenciado por las ideas de Platón. De Platón, Agustín adquirió la idea de un orden cósmico eterno inteligible; orden que Agustín atribuyó a Dios. Siguiendo a Platón, Agustín también defendió una existencia temporal y sensible de los objetos materiales. Para Agustín, el mundo material nos era sensible a través de nuestros sentidos y nuestro contacto con el mundo físico. El mundo inteligible y espiritual de Dios, sin embargo, solo se manifestaba cuando sintonizamos con la luz dentro de nosotros, la luz de nuestra alma dada por Dios. Taylor señala que el contraste clave con los griegos clásicos aquí era que la razón y la inteligibilidad se estaban volviendo distintas de una visión de orden y razón significativos dentro del mundo. El cristianismo agustiniano alteró la orientación dentro de la cual se formaba la identidad. En lugar de entender los bienes de la vida en términos de una visión del orden en el mundo, Agustín había puesto el foco en la luz interior, un alma inmaterial pero inteligible que estaba condenada o salvada.
Las teorías de Agustín, que fueron doctrinas centrales en toda la civilización cristiana durante un milenio, estaban, sin embargo, muy alejadas de la interioridad más radical de los filósofos de la Ilustración como René Descartes y John Locke. En la filosofía de Descartes, la visión de un orden significativo dado por Dios que involucra una esencia espiritual o dimensión expresiva dentro del mundo estaba completamente ausente. Dios, el valor moral y la virtud no se pueden encontrar dentro del orden significativo del mundo. Para Descartes, el mundo y el cuerpo humano eran mecanismos. La mente era inmaterial y racional. Comprender el mundo, nuestro lugar en el mundo y el poder de Dios dependía de una objetivación racional del mundo material y un giro mental reflexivo en el que un individuo llegaba a ver la mente como un objeto mental, inmaterial, autónomo del mundo mecanicista material. Para Descartes, la mente estaba libre de control material y la mente era capaz de controlar racional e instrumentalmente el mundo material. La mente ya no era una parte integral de la actividad mundana. Más bien, la mente se había desconectado del mundo.
Siguiendo a Descartes, señala Taylor, la comprensión de Locke de la mente también implicó una desvinculación radical del mundo. Sin embargo, a diferencia de Descartes, cuya comprensión de lo mental dependía de un razonamiento interno que era autónomo del mundo circundante, Locke rechazó la posibilidad de ideas innatas. Para Locke, comprender el mundo y el lugar de la humanidad en el mundo dependía de las impresiones sensoriales que proporcionaban nuestros sentidos. La experiencia del mundo estaba constituida por ideas simples dadas por impresiones sensuales. La reflexión combinó estas ideas en ideas más complejas. La comprensión del mundo no era más que la combinación de impresiones sensoriales. La mente misma se había convertido en un mecanismo que construía y organizaba entendimientos a través de los bloques de construcción de ideas simples. 
Mientras que Platón vio el razonamiento como inherente a una visión de un mundo significativo, Locke vio el razonamiento como un procedimiento mecanicista que podía dar sentido no solo al mundo circundante sino también a la mente misma. Taylor se refiere a la reflexividad radical que permite a la mente objetivarse a sí misma como un "yo puntual". La persona ahora puede mirar su propio razonamiento, voluntad y deseos como si fueran objetos extrínsecos y, según Locke, manipulables. El yo que mira a su propia mente no tiene extensión, "no está en ninguna parte sino en este poder para fijar las cosas como objetos".

## Parte III: La afirmación de la vida ordinaria
Taylor sostiene que a medida que la revolución científica ejemplificada en el trabajo de Nicolaus Copernicus y Sir Isaac Newton se afianzó en la civilización occidental, se produjo un cambio en las evaluaciones jerárquicas colocadas sobre muchos bienes de la vida. La ética del guerrero se había mantenido en la valoración de muchos bienes de vida y aún permanece hoy. Siguiendo a Aristóteles y Platón, ser un guerrero, aristócrata o ciudadano activo implicaba participar en las actividades de gobierno, erudición o destreza militar que eran de mayor valor que las actividades de producción cotidianas. El movimiento protestante en religión, sin embargo, evitó el gobierno jerárquico de la vida religiosa. Además, había habido un cambio filosófico hacia un enfoque empírico de la comprensión humana que había surgido con la revolución científica y había sido articulado por Locke (y Francis Bacon antes que él). Las pruebas lógicas de comprensión requeridas por los eruditos medievales habían sido desplazadas por requisitos de demostración práctica que valoraban el trabajo de artesanos como relojeros y pulidores de lentes. Junto con estos cambios en la práctica religiosa y filosófica, surgió una afirmación de la vida ordinaria. La vida diaria de la familia y la producción, junto con el valor de ser padre, carpintero o agricultor, se consideraba un bien moral.
La transposición de valores hacia una afirmación de la vida ordinaria surgió dentro de una comprensión cambiante del orden cósmico. La comprensión mecanicista del universo y la mente humana del siglo XVIII no dio lugar a una comprensión atea del cosmos. Más bien, los mecanismos descubiertos a través de la investigación práctica y empírica se entendieron como obra de Dios. Surgió una creencia en el deísmo, en el sentido de que los milagros y la revelación no eran necesarios como prueba de la existencia de Dios, más bien, el orden natural en sí mismo era prueba suficiente. La humanidad vivía dentro de un orden dado por Dios, y la vida estaba determinada por ese orden.
Taylor sostiene que dentro de un orden deísta, el camino hacia la salvación ya no estaba determinado simplemente por la posición de una persona en el mundo y sus acciones, sino también por la forma en que uno vive su vida: "con adoración" según los protestantes o "racionalmente", según Locke. Dentro de un orden deísta, surgió la pregunta de cómo uno elige la manera en la que llevar su vida y por qué uno valoraría una forma de vida racional o de adoración. La respuesta ya no podía ser a través de la revelación, ni se manifestaba en un mundo mecanicista. Una vez más, la respuesta se encontraba dentro de la mente, pero no en la capacidad de razonar, porque tal respuesta sería circular; es decir, a través del razonamiento llegamos a amar la razón. Más bien, como lo expresó el filósofo Francis Hutcheson y poco después David Hume, nuestras evaluaciones morales del bien dependen de nuestros sentimientos morales. Había una inclinación natural, y —en la tradición deísta— dada por Dios, hacia el bien.

## Parte IV: La Voz de la Naturaleza
Taylor describe dos respuestas al deísmo de Locke y la cuestión de las fuentes morales que se derivaron de él. Por un lado, Kant trató de analizar la evaluación moral de la naturaleza argumentando que la elección y las evaluaciones morales dependían únicamente de la aplicación de la razón. Por otro lado, el filósofo Jean-Jacques Rousseau siguió la tesis del sentimiento moral de Hume. Rousseau contrastó el bien inherente de la naturaleza dentro de la humanidad con la influencia corruptora de la sociedad exterior. Además, la aplicación de la razón podría alejar a una persona del bien hacia los valores corruptos de la sociedad. Contrariamente a la creencia en el pecado original que había prevalecido desde la época de san Agustín, Rousseau veía el orden natural como bueno y los sentimientos naturales de la humanidad como incrustados en el orden natural benigno. El yo era misterioso y difícil de comprender. Solo en la conciencia, los sentimientos naturales dentro de nosotros, podríamos aprehender la voz de la naturaleza. Dentro de la reflexividad radical de Descartes y Locke, había habido una visión de un yo racional, calculable y manipulable. Rousseau, sin embargo, articuló una visión en la que las inclinaciones naturales del yo estaban ocultas en lo más profundo, apenas aprehensibles y corrompidas por las creencias y la razón de la sociedad.
Siguiendo a Rousseau, comprender el yo no era simplemente describir lo que era evidente en un análisis reflexivo de la mente, sino una tarea de descubrir y sacar a la luz lo que estaba escondido dentro. El arte se convirtió en un proceso de expresión, de manifestación, de nuestra naturaleza oculta y, al hacerlo, de crear y completar el descubrimiento dentro de la expresión artística. Este giro expresivista fue un alejamiento del orden natural del deísmo de Locke. Mientras que Locke había visto el cosmos en términos de propósitos entrelazados que podían ser captados por la razón desvinculada, el expresivismo que siguió a Rousseau vio una fuente de vida natural, aunque no exotéricamente disponible, que podía moldearse y dársele una forma real a través de la expresión humana.

## Parte V: Idiomas más sutiles
Siguiendo el giro expresivista, Taylor señala, "El orden moral o espiritual de las cosas debe llegarnos indexado a una visión personal" (p. 428). Las evaluaciones morales se han convertido en mediadas por la imaginación. El ethos científico y el reconocimiento naturalista de que las comprensiones morales se crean subjetivamente —una subjetividad que estaba completamente ausente del logos de Platón y Aristóteles— no nos permite abandonar la reflexividad radical; una reflexividad que se ha arraigado profundamente en la autocomprensión de quienes se criaron dentro de la tradición occidental. La experiencia personal, la resonancia de la experiencia en nuestros sentimientos y la creación de comprensión a través de la expresión se han convertido en aspectos integrales de la identidad moderna.
Taylor divide ampliamente las fuentes de las evaluaciones cualitativas occidentales contemporáneas del valor moral en tres grandes líneas; (1) la base teísta articulada por Agustín; (2) el naturalismo de la razón desvinculada que típicamente se asocia con la perspectiva científica; y (3) el expresivismo romántico articulado por Rousseau. Los marcos morales dentro de los cuales hacemos fuertes evaluaciones en cuanto al valor de los bienes de vida aparecen irremediablemente fracturados a lo largo de estos tres hilos. Y, sin embargo, los marcos morales procedimentales neokantianos y utilitarios adoptados tan fácilmente por las sociedades occidentales aún mantienen un consenso general en torno a bienes clave, como los derechos humanos y la dignidad de vida, a lo largo de los tres ejes morales discutidos anteriormente. Posiblemente, argumenta Taylor, este consenso en gran parte incuestionable se origina en las fuentes morales compartidas para las tres fuentes de nuestras evaluaciones morales; fuentes que se pueden encontrar en la historia teísta y deísta de la civilización occidental.

## Conclusión: los conflictos de la modernidad
Existe un amplio acuerdo en la cultura moderna sobre las normas morales: "la demanda de justicia y beneficencia universales ... las demandas de igualdad ... libertad y autogobierno ... y ... la evitación de la muerte y el sufrimiento". Pero hay desacuerdo sobre las fuentes morales que apoyan el acuerdo. Taylor explica cómo estas fuentes son triples: el teísmo, que se extiende al cientificismo, y el romanticismo o sus sucesores modernistas.
Más allá del desacuerdo sobre las fuentes morales está el conflicto entre la razón desvinculada y el romanticismo / modernismo, para el que la razón instrumental vacía la vida de sentido. Luego está el desacuerdo entre los románticos y los modernistas sobre la moralidad, si una vida estética podría ser espontáneamente moral, o si "los ideales espirituales más elevados amenazan con imponer cargas más aplastantes sobre la humanidad".
Taylor critica a los críticos por ser demasiado estrechos y demasiado ciegos. Los críticos racionalistas del romanticismo a menudo olvidan cuánto "buscan la 'realización' y la 'expresión'". Los opositores de la tecnología a menudo olvidan cómo fue la razón desvinculada la que propuso la libertad, los derechos individuales y la afirmación de la vida ordinaria. Los opositores radicales de la vida moderna apelan a una "libertad universal de la dominación".
Contra toda esta ceguera y "estrechez partidista" Taylor ve la esperanza "implícita en el teísmo judeocristiano ... y ... su promesa central de una afirmación divina de lo humano".